# آهن (III) اکسید-هیدروکسید
آهن(III) اکسید-هیدروکسید (به انگلیسی: Iron(III) oxide-hydroxide) یک ترکیب شیمیایی با شناسه پاب‌کم ۹۱۵۰۲ است. 